# Чемпионат СССР по хоккею с мячом 1952
4-й чемпионат СССР по хоккею с мячом прошёл в виде однокругового турнира. Все матчи первой группы состоялись в Москве в период с 6 по 23 января 1952 года. В турнире сыграно 28 матчей, в них забито 90 мячей. Чемпионом СССР во второй раз подряд, а всего — в третий, стала команда «Динамо» (Москва).
Одновременно в Куйбышеве проходил турнир во второй группе. Право в следующем сезоне сыграть в высшем дивизионе завоевали красноярский «Трактор» и команда ОДО (Минск). Во второй группе было сыграно 29 игр (для выявления команды, которая завоевала второе место и путёвку в класс сильнейших, потребовался дополнительный матч), было забито 123 мяча.
Команда-победительница всесоюзного первенства была награждена переходящим призом Спорткомитета СССР. Игрокам команд, занявших первое, второе и третье места вручались дипломы I, II и III степени соответственно.

## Регламент
Розыгрыш чемпионата проводился в двух группах, в каждой из которых было по восемь команд. Соревнование проходило в виде однокругового турнира. Команда, набравшая больше всех очков в первой группе, становилась чемпионом страны, занявшие второе и третье место — серебряным и бронзовым призёром соответственно. Две худшие команды первой группы покидали её и следующий чемпионат должны были начать во второй группе. Две команды второй группы, набравшие наибольшее количество очков получали право следующий сезон начать в первой группе.
Согласно Положению о соревнованиях, команды, победившие в первенствах Москвы, Ленинграда или союзных республик, если они не были представлены во всесоюзном чемпионате, получали право сыграть в переходных матчах с командой из соответствующего города или республики, которая показала худший результат в чемпионате СССР. От участия в переходных матчах освобождались коллективы, занявшие призовые места в первой группе, а также команды из второй группы, добившиеся по итогам турнира повышения в классе. Например: чемпионом Москвы в 1952 году стало московское «Динамо», которое одновременно завоевало и титул чемпиона СССР; поэтому в переходных играх от Москвы участвовал «Буревестник», занявший второе место в московском первенстве, и встречался он с худшей московской командой всесоюзного чемпионата — «Спартаком».
За победу команда получала два очка, за ничью — одно.

## Участники
| Команда            | Город          | Результат в прошлом сезоне        |
| ------------------ | -------------- | --------------------------------- |
| I группа           |                |                                   |
| «Динамо»           | Москва         | 1 место в I группе                |
| ОДО                | Свердловск     | 2 место в I группе                |
| «Спартак»          | Москва         | 3 место в I группе                |
| КВИФК им. Ленина   | Ленинград      | 4 место в I группе                |
| КБФ                | Таллин         | 5 место в I группе                |
| «Водник»           | Архангельск    | 6 место в I группе                |
| ОДО                | Рига           | 1 место в II группе               |
| «Крылья Советов»   | Казань         | 2 место в II группе               |
| II группа          |                |                                   |
| «Красная заря»     | Ленинград      | 7 место в I группе                |
| «Трактор»          | Харьков        | 8 место в I группе                |
| Завод им. Калинина | Калининград    | 3 место в II группе               |
| «Динамо»           | Чкалов         | 4 место в II группе               |
| ОДО                | Минск          | 5 место в II группе               |
| «Локомотив»        | Петрозаводск   | 6 место в II группе               |
| «Трактор»          | Красноярск     | переходные матчи (РСФСР)          |
| «Локомотив»        | Днепропетровск | переходные матчи (Украинская ССР) |

## Первая группа
| М | Команда                        | 1   | 2   | 3   | 4   | 5   | 6   | 7   | 8   | В | Н | П | Мячи  | О  |
| - | ------------------------------ | --- | --- | --- | --- | --- | --- | --- | --- | - | - | - | ----- | -- |
| 1 | «Динамо» (Москва)              |     | 6:0 | 2:1 | 4:1 | 4:0 | 5:0 | 8:0 | 5:0 | 7 | 0 | 0 | 34-2  | 14 |
| 2 | КВИФК имени Ленина (Ленинград) | 0:6 |     | 3:1 | 0:0 | 1:0 | 2:1 | 8:2 | 1:0 | 5 | 1 | 1 | 15-10 | 11 |
| 3 | ОДО (Свердловск)               | 1:2 | 1:3 |     | 0:0 | 2:0 | 0:0 | 3:0 | 3:0 | 3 | 2 | 2 | 10-5  | 8  |
| 4 | «Спартак» (Москва)             | 1:4 | 0:0 | 0:0 |     | 0:0 | 1:1 | 1:0 | 3:1 | 2 | 4 | 1 | 6-6   | 8  |
| 5 | «Крылья Советов» (Казань)      | 0:4 | 0:1 | 0:2 | 0:0 |     | 5:1 | 2:1 | 3:0 | 3 | 1 | 3 | 10-9  | 7  |
| 6 | ОДО (Рига)                     | 0:5 | 1:2 | 0:0 | 1:1 | 1:5 |     | 3:0 | 3:0 | 2 | 2 | 3 | 9-13  | 6  |
| 7 | «Водник» (Архангельск)         | 0:8 | 2:8 | 0:3 | 0:1 | 1:2 | 0:3 |     | 1:1 | 0 | 1 | 6 | 4-26  | 1  |
| 8 | КБФ (Таллин)                   | 0:5 | 0:1 | 0:3 | 1:3 | 0:3 | 0:3 | 1:1 |     | 0 | 1 | 6 | 2-19  | 1  |

- Занявшие два последних места «Водник» (Архангельск) и КБФ (Таллин) были переведены во вторую группу.
- Переходные матчи за право участия в V чемпионате СССР: «Буревестник» Москва — «Спартак» Москва — 2:1, 0:1, 2:1.

### Составы команд и авторы забитых мячей
1. «Динамо» (Москва) (16 игроков): Алексей Матчин (7; −2), Сергей Андреев (4; 0) — Василий Комаров (7; 0), Юрий Блинов (6; 0), Николай Артёмов (6; 0), Сергей Ильин (2; 0), Борис Тарычев (1; 0), Иван Давыдов (7; 1), Николай Медведев (7; 2), Сергей Соловьёв (7; 2), Владимир Савдунин (7; 6), Василий Трофимов (7; 11), Всеволод Блинков (7; 11), Борис Петров (6; 0), Александр Полевой (4; 1), Владимир Туляков (1; 0). Играющий главный тренер − Василий Дмитриевич Трофимов.
2. КВИФК имени Ленина (Ленинград) (13 игроков): Евгений Воронин — Анатолий Глазов (1), В. Давыдов (2), А. Дмитриев (3), Дмитрий Ликучёв (2), В. Максимычев, Сергей Оплавин, Михаил Орехов (4), Владимир Понугаев, А. Рязанцев, П. Семёнов (2), Герман Фатале, Александр Чаплинский (1). Главный тренер − Василий Иванович Семиразумов.
3. ОДО (Свердловск) (13 игроков): Александр Маскинский, Вадим Кузнецов — Анатолий Голубев, Феоктист Коптелов, Алексей Торговкин, Иван Фролов, Альвиан Кузнецов (2), Владимир Листочкин, Георгий Логинов (1), Иван Балдин, Николай Борцов (2), Василий Бузунов (5), Павел Губин. Главный тренер − Дмитрий Дитятев.
4. «Спартак» (Москва) (22 (?) игрока): Глеб Белянчиков, Анатолий Мельников, Дмитрий Петров — Илья Барахов, Воробьёв, Гладков (?), Громов(?), Николай Дементьев (?), Константин Клеусов (3), Виктор Листиков (1), Константин Малинин, Николай Монахов (?), Георгий Микульшин, Алексей Парамонов (?), А. Петров (1), Евгений Папугин, Руднев, Владимир Смирнов (1), Виктор Соколов (?), П. Тараненко, Николай Тимошин (?), Н. Фёдоров.
5. «Крылья Советов» (Казань) (17 (?) игроков): Валерий Гудилов (?), Косарев — Владимир Виноградов (?), А. Каргаполов (2), В. Кудряков (1), Константин Мурашёв (3), Оглоблин (2), Руденко, Аркадий Рыгалов, В. Савельев, Спиридонов (?), Д. Субботин (?), Константин Сундатов (?), Семён Туз (?), А. Фёдоров, Чистяков (?), Шавенков (1).
6. ОДО (Рига) (20 (?) игроков): В. Серебряков, И. Спудиньш (?) — С. Богданов, Фёдор Вадневский (?), Воробёв, Николай Дульнев (1), Эдгарс Егерс (?), Ливорс Зилпаушс (?), Борис Ковалёв, Макаров, Матвей Кузьмин (1), Анатолий Муравьёв, Виктор Никифоров (?), Леонид Огерчук (5), Мартинс Петерсонс (?), Синицын (?), Григорий Фирсов (?), Станислав Холмогоров (2), А. Щедрин, Юрий Чернецов.
7. «Водник» (Архангельск) (16 игроков): Носин Белобржек (7), Иван Иванов (2) — Анатолий Залесов (7; 2), Андрей Кочуров (2; 0), Николай Кропотов (7; 0), Иван Куликов (7; 0), Дмитрий Курочкин (7; 0), Василий Малков (7; 0), Николай Потапов (7; 0), Анисим Пушкин (7; 1), Виталий Рачков (6; 1), Владимир Рябов (7; 0), Анатолий Скворцов (7; 0), Лев Фильчагин (6; 0), Василий Шубин (3; 0), Николай Ядовин (7; 0).
8. «Балтфлот» (Таллин) (20 (?) игроков): Георгий Круул (?), Мельчарек — Борис Абросов (1), Аркадий Графов, Всеволод Журенков (?), Михаил Кашев (?), Константин Клещев (?), Борис Ковалёв, Кошелев, Леонид Марютин (?), Николай Михайлов (?), Хану Мяги (?), С. Орлов (?), Алексей Савельев, Тимохин (?), Уваров (?), Ю. Уваров (?), Филиппов (?), Павел Чеканов (1), Николай Шогин.

Лучшие бомбардиры — Всеволод Блинков, Василий Трофимов (оба — «Динамо» (Москва)) — по 11 мячей.

## Вторая группа
Соревнования во второй группе прошли в Куйбышеве с 6 по 22 января 1952 года.
| М | Команда                            | 1   | 2   | 3   | 4   | 5   | 6   | 7   | 8   | В | Н | П | Мячи  | О  |
| - | ---------------------------------- | --- | --- | --- | --- | --- | --- | --- | --- | - | - | - | ----- | -- |
| 1 | «Трактор» (Красноярск)             |     | 1:0 | 1:1 | 5:0 | 4:0 | 7:1 | 7:0 | 6:0 | 6 | 1 | 0 | 31-2  | 13 |
| 2 | ОДО (Минск)                        | 0:1 |     | 0:0 | 2:1 | 1:1 | 2:1 | 6:3 | 3:2 | 4 | 2 | 1 | 14-9  | 10 |
| 3 | «Красная заря» (Ленинград)         | 1:1 | 0:0 |     | 0:0 | 2:0 | 1:1 | 3:0 | 8:0 | 3 | 4 | 0 | 15-2  | 10 |
| 4 | Завод имени Калинина (Калининград) | 0:5 | 1:2 | 0:0 |     | 3:0 | 3:0 | 4:0 | 5:1 | 4 | 1 | 2 | 16-8  | 9  |
| 5 | «Трактор» (Харьков)                | 0:4 | 1:1 | 0:2 | 0:3 |     | 2:2 | 2:1 | 6:3 | 2 | 2 | 3 | 11-16 | 6  |
| 6 | «Динамо» (Чкалов)                  | 1:7 | 1:2 | 1:1 | 0:3 | 2:2 |     | 6:6 | 4:2 | 1 | 3 | 3 | 15-23 | 5  |
| 7 | «Локомотив» (Днепропетровск)       | 0:7 | 3:6 | 0:3 | 0:4 | 1:2 | 6:6 |     | 2:1 | 1 | 1 | 5 | 12-29 | 3  |
| 8 | «Локомотив» (Петрозаводск)         | 0:6 | 2:3 | 0:8 | 1:5 | 3:6 | 2:4 | 1:2 |     | 0 | 0 | 7 | 9-34  | 0  |

- Дополнительный матч за 2-3 места: ОДО (Минск) — «Красная заря» (Ленинград) — 5:3.
- Переходные матчи: «Красная заря» (Ленинград) — «Зенит» (Ленинград) — 2:2, 0:0, 3:2. «Красная заря» сохранила место в чемпионате СССР.
- Команды «Динамо» (Чкалов) и «Локомотив» (Петрозаводск) отказались играть переходные игры с командами ОДО (Хабаровск) и ДО (Петрозаводск) соответственно и выбыли из числа участников чемпионата СССР.
- «Трактор» (Красноярск) (15 игроков): Николай Быцкевич, Анатолий Горбунов — Иван Дворников, Кива Дралюк, Владимир Киреев, Анатолий Коротченко, Николай Косарев, Борис Лесняк, Анатолий Мартынов (4), Николай Мартынов (14), О. Подколзин, С. Рябов, А. Сутин, Владимир Шаес, Ю. Юшков. Играющий главный тренер — И. А. Дворников.
- ОДО (Минск): Л. Пазухин, Кузнецов, Е. Макаров, Ю. Прохоров и т. д.

## I чемпионат РСФСР
Соревнования прошли в два этапа. На первом этапе с 24 декабря 1951 года по 29 февраля 1952 года прошли зональные соревнования. В них приняли участие 56 команд. Команды были разбиты на 8 зон. Зональные турниры проводились в два круга с разъездами. Команды Подмосковной зоны были разбиты на две подгруппы. Стыковые матчи победителей подгрупп: «Урожай» (Перово) — команда завода им. Калинина (Калининград) — 1:0, 0:5. Судьбу путёвки в финал должен был решить дополнительный матч, но в связи с невозможностью команды завода им. Калинина выехать на финал в Омск, было решено его не проводить, а победителем зоны был назван «Урожай».
В чемпионате РСФСР разрешалось принимать участие российским командам, выступающим в чемпионате СССР.
- Первая центральная зона. Победитель — «Химик» (Орехово-Зуево).
- Вторая центральная зона. Победитель — «Химик» (Ярославль).
- Поволжская зона. Победитель — «Динамо» (Ульяновск).
- Сибирская зона Победитель — ОДО (Иркутск).
- Уральская зона. Победитель — ОДО (Свердловск).
- Северная зона. Победитель — «Водник» (Архангельск).
- Дальневосточная зона. Победитель — ДОСА (Хабаровск). Из-за участия в решающих матчах в Кубке СССР команда не смогла вовремя завершить зональный турнир, но, тем не менее распоряжением Комитета по делам физкультуры и спорта РСФСР она была допущена в финальный этап.
- Подмосковная зона. Победитель — «Урожай» (Перово).

### Финальный турнир
Второй этап соревнований состоялся с 9 по 19 марта 1952 года в Омске (первоначально соревнования предполагалось провести в Курске, но в связи с неустойчивой погодой и невозможностью размещения там спортсменов, игры были перенесены в другой город). В финальном турнире приняли участие восемь победителей зональных соревнований.
| М | Команда                 | 1    | 2    | 3   | 4   | 5   | 6   | 7    | 8   | В | Н | П | Мячи  | О  |
| - | ----------------------- | ---- | ---- | --- | --- | --- | --- | ---- | --- | - | - | - | ----- | -- |
| 1 | ОДО (Свердловск)        |      | 2:1  | 8:1 | 3:0 | 5:0 | 4:1 | 4:0* | 8:2 | 7 | 0 | 0 | 34-5  | 14 |
| 2 | ДОСА (Хабаровск)        | 1:2  |      | 0:0 | +:- | 3:1 | 2:1 | 3:1  | 5:0 | 5 | 1 | 1 | 14-5  | 11 |
| 3 | «Урожай» (Перово)       | 1:8  | 0:0  |     | 3:1 | 2:0 | 3:0 | 7:1  | 6:3 | 5 | 1 | 2 | 22-13 | 11 |
| 4 | ОДО (Иркутск)           | 0:3  | -:+* | 1:3 |     | 3:2 | 3:1 | 5:0  | 1:2 | 3 | 0 | 4 | 13-11 | 6  |
| 5 | «Динамо» (Ульяновск)    | 0:5  | 1:3  | 0:2 | 2:3 |     | 2:1 | 3:1  | 5:0 | 3 | 0 | 4 | 13-15 | 6  |
| 6 | «Химик» (Орехово-Зуево) | 1:4  | 1:2  | 0:3 | 1:3 | 1:2 |     | 6:2  | 4:1 | 1 | 2 | 4 | 14-17 | 4  |
| 7 | «Водник» (Архангельск)  | 0:4* | 1:3  | 1:7 | 0:5 | 1:3 | 2:6 |      | 7:2 | 1 | 0 | 6 | 12-30 | 3  |
| 8 | «Химик» (Ярославль)     | 2:8  | 0:5  | 3:6 | 2:1 | 0:5 | 1:4 | 2:7  |     | 1 | 0 | 6 | 10-36 | 2  |

- Результат матча ДОСА (Хабаровск) − ОДО (Иркутск) (1:2) аннулирован.
- Результат матча ОДО (Свердловск) — «Водник» (Архангельск) (3:1) приведённый в Энциклопедии «Хоккей с мячом», Москва, изд. Новые Технологии, 2009 год; авторы Соснин В. И, Щеглов М. И. и Юрин В. Л. ISBN 978-5-86541-025-6, неверен. Правильный результат этого матча 4:0 в пользу ОДО (Свердловск).
- Дополнительный матч за второе место, которое давало возможность сыграть в переходных матчах за право участвовать в чемпионате СССР: ДОСА (Хабаровск) − «Урожай» (Перово) — 2:1.

1. ОДО (Свердловск) (17 игроков): Вадим Кузнецов, Александр Маскинский — Иван Балдин, Николай Борцов, Василий Бузунов, Алексей Васильев, Анатолий Голубев, Павел Губин, Д. Дитятев, А. Жуков, Феоктист Коптелов, Альвиан Кузнецов, Владимир Листочкин, Георгий Логинов, Алексей Торговкин, Иван Фролов, Ю. Шкляев. Играющий тренер Иван Балдин.
2. ДОСА (Хабаровск) (15 игроков): Г. Волков — В. Брыкин, А. Буда, Н. Варзин, В. Давыдов, А. Калинин, В. Катанаев, М. Медведев, А. Пискунов, В. Подсобляев, П. Сафронов, М. Сачков, Г. Сухов, А. Торопов, Георгий Хрульков. Играющий тренер Г. Сухов.
3. «Урожай» (Перово) (16 игроков): А. Андреев, В. Масальский — Н. Андреев, Анатолий Вязанкин, М. Зыков, Е. Клюйков, В. Курнаков, Б. Лангиков, В. Назаров, В. Портнов, К. Рюмин, Н. Савостьянов, В. Сафронов, В. Титов, Е. Хвенчук, Яков Шеин.

Команда — победительница первенства РСФСР — ОДО (Свердловск) — была награждена переходящим призом и дипломом первой степени, а игроки получили ленты чемпионов и свидетельства Спорткомитета РСФСР. Команда, занявшее второе место, — ДОСА (Хабаровск) — была награждена дипломом второй степени, а игроки команды — свидетельствами Спорткомитета РСФСР. Третий призёр первенства — «Урожай» из Перово — был награждён дипломом третьей степени, а игроки команды получили свидетельства Спорткомитета РСФСР.